# ثلوث المنظر (محافظة بارق)
ثلوث المنظر هو مركز التابعه لقبيلة بني شهر في تهامه بمنطقة عسير، هو مركز يقع جنوب محافظة بارق، وشمال من محافظة محايل، في أقصي الجنوب الغربي للمملكة العربية السعودية، يحدها من الشرق محافظة تنومة، ومن الغرب الطحاحين من الجنوب محايل عسير من الشمال بارق. ويقدر عدد سكان ثلوث المنظر حوالي 20.000 ألف نسمه تقريبا بقراها التابعة لها وعددها المعترف بها رسمياً إدارياً من بين 45 إلى 50 قرية، أما إذا شملت الهجر والمزارع جغرافياً ومجتمعياً، فقد يصل العدد إلى أكثر من 300 موقع بكاملها .
جاء عنها في دليل العرب لدائرة استخبارات وزارة البحرية البريطانية (1916م):«المنظر: قرية صغيرة، ثم تدخل منها إلى منطقة بارق تمتد على ضفتي وادي بقرة عبر أراضي زراعية، وإلى القريحاء: وهي قرية كبيرة في غربي مسيل وادي بقرة».
كما جاء عنها في معجم الجزيرة العربية (1970)م: «ثلوث المنظر: قرية من قرى إمارة منطقة أبها. تقع على أرتفاع 489 متراً فوق مستوى سطح البحر، ويقطنها من 250 إلى 500 نسمة. وترتبط مع الطريق الرئيسي (جدة - أبها) بدربٍ مستو في بطن وادٍ لا بأس به، طوله 8.5 كم.»

## تسمية
سمي بهذا الاسم حيث ان القوافل الذاهبه إلى اليمن أو القادمة منه والمتجه إلى الشام كانوا ينتظرون المتأخر منهم في نفس المنطقة ولان أهل المنطقة كانوا ينظرون في قوافل الحجاج فوق الجبل الغربي للسوق فسمي بالمنظر والثلوث لكون السوق يكون يوم الثلاثاء.